# Руд-Пошт (Решт)
Руд-Пошт (перс. رودپشت) — село в Ірані, у дегестані Новшер-е-Хошкебіджар, у бахші Хошкебіджар, шагрестані Решт остану Ґілян. За даними перепису 2006 року, його населення становило 822 особи, що проживали у складі 245 сімей.

## Клімат
Середня річна температура становить 14,29°C, середня максимальна – 28,42°C, а середня мінімальна – -0,89°C. Середня річна кількість опадів – 1197 мм.
| Клімат поселення                              | Клімат поселення | Клімат поселення | Клімат поселення | Клімат поселення | Клімат поселення | Клімат поселення | Клімат поселення | Клімат поселення | Клімат поселення | Клімат поселення | Клімат поселення | Клімат поселення | Клімат поселення |
| Показник                                      | Січ.             | Лют.             | Бер.             | Квіт.            | Трав.            | Черв.            | Лип.             | Серп.            | Вер.             | Жовт.            | Лист.            | Груд.            |                  |
| Середній максимум, °C                         | 8,11             | 8,87             | 11,66            | 17,42            | 21,76            | 25,42            | 28,42            | 28,10            | 24,87            | 20,87            | 16,12            | 11,76            |                  |
| Середня температура, °C                       | 3,61             | 4,37             | 7,16             | 12,92            | 17,28            | 20,90            | 24,27            | 23,96            | 20,72            | 16,72            | 11,96            | 7,60             |                  |
| Середній мінімум, °C                          | −0,89            | −0,12            | 2,66             | 8,41             | 12,78            | 16,41            | 20,12            | 19,82            | 16,57            | 12,58            | 7,83             | 3,48             |                  |
| Норма опадів, мм                              | 118              | 95               | 88               | 47               | 46               | 31               | 30               | 63               | 139              | 214              | 182              | 144              |                  |
| Середньомісячна швидкість вітру, м/с          | 2.39             | 2.44             | 2.40             | 2.40             | 2.40             | 2.66             | 2.60             | 2.32             | 2.10             | 2.19             | 2.01             | 2.10             |                  |
| Середньомісячна сонячна радіація, кДж/м²·день | 6842             | 8925             | 10855            | 15501            | 19851            | 22045            | 22902            | 19093            | 15430            | 10661            | 8515             | 6528             |                  |
| --------------------------------------------- | ---------------- | ---------------- | ---------------- | ---------------- | ---------------- | ---------------- | ---------------- | ---------------- | ---------------- | ---------------- | ---------------- | ---------------- | ---------------- |
| Джерело:                                      |                  |                  |                  |                  |                  |                  |                  |                  |                  |                  |                  |                  |                  |